# Odilon Lannelongue
Odilon Marc Lannelongue, född 4 december 1840 i Castéra-Verduzan, departementet Gers, död 22 december 1911, var en fransk kirurg. 
Lannelongue blev 1867 medicine doktor, 1869 professeur agrégé och 1884 professor i patologi vid medicinska fakulteten i Paris. Han var 1893–1898 deputerad och blev 1906 senator. Han utgav flera värdefulla arbeten inom sitt fack.